# Ashley Lelie
(en) Statistiques sur pro-football-reference
Ashley Jovon Lelie, né le 16 février 1980 à Bellflower en Californie, est un joueur professionnel américain de football américain ayant évolué au poste de wide receiver pendant sept saisons (2002-2009) dans la National Football League (NFL). 
Joueur universitaire pour les Rainbow Warriors d'Hawaï, il est sélectionné par la franchise des Broncos de Denver lors de la draft 2002 de la NFL. Il rejoint ensuite les Falcons d'Atlanta, les 49ers de San Francisco, les Raiders d'Oakland et termine sa carrière chez les Chiefs de Kansas City sans y avoir disputé de match.

## Biographie

### Carrière universitaire
Étudiant à l'université d'Hawaï à Mānoa, il joue pour l'équipe des Rainbow Warriors de 1999 à 2001. Il connaît une excellente saison en 2001 avec un gain cumulé de 1 713 yards en réception et avec 19 touchdowns inscrits, menant la Western Athletic Conference dans ces deux statistiques.

### Carrière professionnelle
Il se présente à la draft 2002 de la NFL et est sélectionné en 19e choix global lors du premier tour par les Broncos de Denver. Il est le deuxième wide receiver sélectionné durant cette draft après Donté Stallworth. 
Il connaît sa meilleure saison en 2004 avec 54 réceptions pour un gain total de 1 084 yards et 7 touchdowns inscrits.
En 2006, il est mécontent de sa situation avec les Broncos et exprime cela en manquant le camp d'entraînement de son équipe. Il est par conséquent transféré aux Falcons d'Atlanta avant le début de la saison régulière.
Après une saison avec les Falcons, il rejoint les 49ers de San Francisco puis les Raiders d'Oakland mais n'y joue qu'un rôle réduit. Il passe chez les Chiefs de Kansas City en 2009, mais est libéré avant le début de la saison et n'est plus engagé par la suite.

## Statistiques
| Année              | Équipe                 | MJ  |     | Passes réceptionnées | Passes réceptionnées | Passes réceptionnées | Passes réceptionnées |       | Courses | Courses | Courses | Courses |
| Année              | Équipe                 | MJ  | Nb. | Yards                | Moy.                 | TD                   | Nb.                  | Yards | Moy.    | TD      |         |         |
| 2002               | Broncos de Denver      | 16  | 35  | 0 525                | 15,0                 | 2                    | 4                    | 40    | 10,0    | 0       |         |         |
| 2003               | Broncos de Denver      | 16  | 37  | 0 628                | 17,0                 | 2                    | 8                    | 43    | 05,4    | 0       |         |         |
| 2004               | Broncos de Denver      | 16  | 54  | 1 084                | 20,1                 | 7                    | 3                    | 05    | 01,7    | 0       |         |         |
| 2005               | Broncos de Denver      | 16  | 42  | 0 770                | 18,3                 | 1                    | 5                    | 84    | 16,8    | 0       |         |         |
| 2006               | Falcons d'Atlanta      | 15  | 28  | 0 430                | 15,4                 | 1                    | -                    | -     | -       | -       |         |         |
| 2007               | 49ers de San Francisco | 15  | 10  | 0 115                | 11,5                 | 0                    | -                    | -     | -       | -       |         |         |
| 2008               | Raiders d'Oakland      | 13  | 11  | 0 197                | 17,9                 | 2                    | -                    | -     | -       | -       |         |         |
| Totaux en carrière | Totaux en carrière     | 107 | 217 | 3 749                | 17,3                 | 15                   | 20                   | 172   | 8,6     | 0       |         |         |